# Мотлі (Міннесота)
Мотлі (англ. Motley) — місто (англ. city) в США, в округах Моррісон, Кесс і Тодд штату Міннесота. Населення — 680 осіб (2020).

## Географія
Мотлі розташоване за координатами 46°20′5″ пн. ш. 94°38′34″ зх. д. / 46.33472° пн. ш. 94.64278° зх. д. (46.334749, -94.642743).  За даними Бюро перепису населення США в 2010 році місто мало площу 3,58 км², з яких 3,45 км² — суходіл та 0,14 км² — водойми.

## Демографія
Згідно з переписом 2010 року, у місті мешкала 671 особа в 305 домогосподарствах у складі 167 родин. Густота населення становила 187 осіб/км².  Було 338 помешкань (94/км²).
Расовий склад населення:
| - 94,5 % — білих - 0,4 % — корінних американців - 0,1 % — чорних або афроамериканців - 1,6 % — осіб інших рас |

До двох чи більше рас належало 3,3 %. Частка іспаномовних становила 4,3 % від усіх жителів.
За віковим діапазоном населення розподілялося таким чином: 23,5 % — особи молодші 18 років, 54,9 % — особи у віці 18—64 років, 21,6 % — особи у віці 65 років та старші. Медіана віку мешканця становила 41,1 року. На 100 осіб жіночої статі у місті припадало 94,5 чоловіків;  на 100 жінок у віці від 18 років та старших — 83,2 чоловіків також старших 18 років.
Середній дохід на одне домашнє господарство  становив 31 741 долар США (медіана — 27 656), а середній дохід на одну сім'ю — 32 191 долар (медіана — 27 188). Медіана доходів становила 33 750 доларів для чоловіків та 26 058 доларів для жінок. За межею бідності перебувало 25,9 % осіб, у тому числі 36,9 % дітей у віці до 18 років та 17,1 % осіб у віці 65 років та старших.
Цивільне працевлаштоване населення становило 325 осіб. Основні галузі зайнятості: освіта, охорона здоров'я та соціальна допомога — 24,3 %, роздрібна торгівля — 21,8 %, виробництво — 21,8 %.